# Język temoq
Język temoq, także ulu indau – język austroazjatycki używany w stanie Pahang w Malezji, przez członków ludu Temoq. Należy do grupy języków aslijskich.
Posługuje się nim ok. 300 osób. Znajduje się na skraju wymarcia.
Jest blisko spokrewniony z językiem semelai. Bywa uważany za dialekt semelai.
Nie został dobrze opisany w literaturze. Nie wykształcił piśmiennictwa.